# Шиловська (Вельський район)
Шиловська (рос. Шиловская) — присілок в Вельському районі Архангельської області Російської Федерації.
Населення становить 405 осіб. Входить до складу муніципального утворення Усть-Вельське муніципальне утворення.

## Історія
Від 1937 року належить до Архангельської області.
Від 2004 року належить до муніципального утворення Усть-Вельське муніципальне утворення.

## Населення
| 2002 | 2010 | 2012 | 2014 |
| ---- | ---- | ---- | ---- |
| 339  | ↗354 | ↗405 | →405 |